# Jonas Billovius
Jonas Billovius, född på 1660-talet, död 1711, var en svensk präst och professor.

## Biografi
Jonas Billovius föddes på 1660-talet. Han var son till kyrkoherden Jonas Billovius i Örebro församling och Margareta Jonsdotter. Billovius blev professor vid Uppsala universitet och avled 1711.

### Familj
Billovius gifte sig med Magdalena Ehrencrona (född 1672), dotter till Samuel Ehrencrona och Elisabet Beata Hulthenia.